# 배예빈
배예빈(2004년 12월 7일~)은 대한민국의 여자 축구 선수로 포지션은 미드필더이다.

## 어린 시절
초등학교 4학년 때 처음 축구를 시작했으며, 이후 상대초, 항도중, 포항여전고를 거치면서 팀의 핵심 선수로 수 많은 개인상 및 단체상을 수상했다.

## 국가대표팀 경력
2022년, 17세의 나이로 FIFA U-20 여자 월드컵에 출전했다.
2023년 3월, 제1회 여자 덴소컵에 출전하게 되었다.
2023년 4월 7일, 잠비아를 상대로 5-2로 이긴 경기에서 90 +2에 손화연과 교체 투입되어 성인 대표팀 데뷔전을 치렀다.
2023년 FIFA 여자 월드컵에 참가하게 되었다.

## 플레이 스타일
드리블 능력과 킥 능력 및 양발 사용에 능한 선수로 미드필더로, 세트피스 상황과 볼 배급에 강점을 지녔다.
실제로 U-20 대표팀에서는 시절 전담 키커를 맡고 있다

## 기타
- 두 살 아래의 여동생 또한 축구를 하고 있다.[4]